# Gartental
Gartental (allemand: vallée-jardin) est une ville mennonite de l'Uruguay située dans le département de Río Negro.

## Histoire
Gartental a été fondée en 1951.

## Population
| Année | Population |
| ----- | ---------- |
| 1963  | –          |
| 1975  | –          |
| 1985  | –          |
| 1996  | –          |
| 2004  | –          |

Référence,: